# 753 Tiflis
Tiflis (asteroide 753) é um asteroide da cintura principal com um diâmetro de 23,59 quilómetros, a 1,8135398 UA. Possui uma excentricidade de 0,2213364 e um período orbital de 1 298,25 dias (3,56 anos).
Tiflis tem uma velocidade orbital média de 19,51659795 km/s e uma inclinação de 10,08948º.
Esse asteroide foi descoberto em 30 de Abril de 1913 por Grigory Neujmin, M. Belyavskij.